# Edmond Biré
Pour les articles homonymes, voir Biré.
Jean Baptiste Edmond Biré, né le 13 mars 1829 à Luçon et mort le 15 mars 1907 à Nantes, est un avocat, écrivain et critique littéraire français.
Il appartient au courant catholique et légitimiste.

## Biographie
Fils d'Augustin Biré, notaire à Luçon et propriétaire de l'hôtel Chabot de Thénies, et de Rose Vallade (fille d'un adjoint à mairie de Luçon), Edmond Biré naît dans une famille de juristes et politiques. Son frère, Alfred Biré, est docteur en droit et sénateur monarchiste de la Vendée de 1887 à 1897. Après avoir suivi sa scolarité au collège royal de Poitiers, Edmond Biré fait lui-même des études de droit à Paris à partir de 1847. Lors de la Révolution de février 1848, il donne ses premières contributions au journal légitimiste L'Assemblée nationale. Passant son doctorat en droit, il s'inscrit comme avocat au barreau de Nantes en 1854. 
En 1859, il devient secrétaire de la Chambre de commerce de Nantes. En 1870, il prend la direction d'une savonnerie de Nantes. 
Se retirant des affaires en 1890, se consacre alors entièrement à ses activités littéraires et historiques. Il rédige quatre ouvrages consacrés à l'analyse des « Misérables », de Victor Hugo. Il est également l'auteur de biographie de plusieurs écrivains monarchistes, tel qu'Honoré de Balzac, Victor de Laprade ou bien Armand de Pontmartin. Il publie de très nombreux articles pour différentes revues et publie, en tant qu'éditeur, les « Mémoires d'outre-tombe », de Chateaubriand (1899-1900) où il évoque Jean-Gabriel Peltier : "une des plus curieuses figures de l'époque révolutionnaire et il mériterait les honneurs d'une ample et copieuse biographie".
Il meurt le 15 mars 1907 ; il demeure alors au no 16 du boulevard Delorme (actuel boulevard Gabriel-Guist'hau), et est enterré au cimetière Miséricorde. 
Marié à Anne Métois, belle-sœur du sénateur Stéphane Halgan et nièce par alliance d'Auguste Lorieux, il est notamment le père de :
- Joseph Biré, marié à Armandine Émilie Aubry de Maraumont (fille de Benjamin Marie François Aubry de Maraumont et de Justine Pavret-Belair)
- Edmond Biré, marié avec Mlle Pineau (d'une famille d'armateurs de Noirmoutier)

## Œuvres
- Les poètes lauréats de l’Académie française, avec Émile Grimaud, Paris, A. Bray, 1864.
- Victor Hugo et la Restauration, Paris, Lecoffre, 1869.
- Dialogues des vivants et des morts, Paris, Lecoffre, 1872.
- La légende des Girondins, Paris, Palmé, 1881.
- Victor Hugo avant 1830, Paris, J. Gervais, 1883.
- Journal d'un bourgeois de Paris pendant la terreur, Paris, J. Gervais, 1884.
- Victor de Laprade: sa vie et ses oeuvres, Paris, Perrin et Cie, 1886, 396 p. (lire en ligne)
- Paris en 1793, Paris, J. Gervais, 1888.
- Portraits littéraires, Lyon, E. Vitte et Perrussel, 1888.
- Histoire et littérature, Librairie générale catholique et classique, 1890.
- Causeries littéraires, Lyon, Vitte et Perrussel, 1890.
- Paris pendant la Terreur, Paris, Perrin, 1890.
- Victor Hugo après 1830, Paris, Perrin et Cie, 1891.
- Portraits historiques et littéraires, Lyon, E. Vitte, 1892.
- Légendes révolutionnaires, Paris, H. Champion, 1893.
- Victor Hugo après 1852, Paris, Perrin, 1894.
- Études et portraits, Lyon, E. Vitte, 1894.
- Histoire et littérature, Lyon, E. Vitte, 1895.
- L'année 1817, Paris, H. Champion, 1895.
- Mémoires et souvenirs 1789-1830, la Révolution, l'Empire et la Restauration, Paris, V. Retaux, 1895-1998.
- Les défenseurs de Louis XVI, Lyon, Librairie générale catholique et classique, E. Vitte, 1896.
- La légende des Girondins, Paris, Perrin et Cie, 1896.
- Honoré de Balzac, Paris, H. Champion, 1897.
- Nouvelles Causeries littéraires, Lyon, E. Vitte, 1897.
- Causeries historiques. Les historiens de la Révolution et de l'Empire, Paris, Bloud et Barral, 1897.
- Mémoires et souvenirs, Paris, Retaux et fils, 1898.
- Dernières causeries historiques et littéraires : Bossuet, historien du protestantisme, la Chalotais et le duc d'Aiguillon, la folie de Jean-Jacques Rousseau, Lyon, E. Vitte, 1898.
- Études d'histoire et de littérature, Lyon, E. Vitte, 1900.
- La presse royaliste de 1830 à 1852, Paris, V. Lecoffre, 1901.
- Alfred Nettement, Paris, Victor Lecoffre, 1901.
- Le Clergé de France pendant la Révolution (1789-1799), Lyon, E. Vitte, 1901.
- Les dernières années de Chateaubriand (1830-1848), Paris, Garnier frères, 1902.
- De 1789 à 1815 : souvenirs et portraits, Paris ; Lyon, E. Vitte, 1902.
- Armand de Pontmartin, sa vie et ses œuvres 1811-1890, Paris, Garnier, 1904.
- Causeries littéraires, Lyon, E. Vitte, 1905.
- Biographies contemporaines, XIXe siècle, Lyon, E. Vitte, 1905.
- Portraits littéraires, Lyon, Librairie catholique E. Vitte, 1907.
- Chateaubriand, Victor Hugo, H. de Balzac, Lyon, E. Vitte, 1907.
- Écrivains et soldats, Paris, H. Falque, 1907.
- Mes souvenirs, Paris, J. Lamarre, 1908.
- Romans et romanciers contemporains, Paris, J. Lamarre, 1908.
- Autour de la Révolution, Lyon, E. Vitte, 1912.
- Études et portraits, Lyon ; Paris, Librairie catholique E. Vitte, 1913.
- Autour de Napoléon, Lyon, E. Vitte, 1914.

## Distinctions
- Grand prix Gobert de l’Académie française en 1889, pour son ouvrage Paris en 1793.
- D’autres prix de l’Académie française viennent jalonner sa carrière : prix Montyon (1894), prix Alfred-Née (1899), prix Marcelin-Guérin (1903) et prix Guizot (1905).
- Il existe une rue Edmond-Biré à Nantes, nommée ainsi en son honneur.